# Бурислев (король Швеции)
Бурислев (швед. Burislev; ум. 1172/73) — претендент на шведский трон родом из Дома Сверкеров. Он действовал вместе со своим родственником Колем против короля Кнута I, ставшего позже главой Дома Эриков. Два претендента, которые были братьями, двоюродными братьями, или дядей и племянником, возможно, никогда не контролировали значительно больше, чем провинция Эстергётланд, которая была вотчиной династии. Считается, что Бурислев был убит наёмниками короля Кнута или бежал в Польшу в 1173 году или раньше.

## Происхождение
Бурислев был потомком короля Швеции Сверкера I (ум. 1156), но точная родословная не выяснена. Сверкер женился во второй раз на Рихезе Польской. От этого брака родился сын Болеслав (Бурислев), как видно из датского административного документа. Он был назван по имени своего деда по материнской линии Болеслава III Кривоустого. Историки древней Швеции, такие как Натанаэль Бекман, написавшие биографическую статью в Svenskt biografiskt lexikon, поэтому утверждали, что Бурислев и Коль были сыновьями Сверкера.
Однако, согласно средневековой генеалогии, Бурислев, Коль и третий брат по имени Уббе Сильный были на самом деле сыновьями сына короля Сверкера I Йохана. Исходя из этого, шведские историки, такие как Нильс Анлунд и Адольф Шюк, утверждали, что есть два разных Бурислева, дядя и племянник; таким образом, претенденты на трон в действительности были отпрысками Йохана, который умер молодым в возрасте 20 лет около 1152 года. Средневековый список монашеских пожертвований указывает на то, что некая Рагнхильд была матерью Коля и, вероятно, Бурислева и, следовательно, женой Йохана. Она, как известно, пережила его и, по-видимому, воспитала своих детей в бурные годы после смерти Йохана и Сверкера I, прежде чем уйти в аббатство Врета как монахиня.

## Гражданская война
Бурислев вместе с Колем упоминается в списке коронованных особ, прилагаемом к «Закону Готланда»: «Король Кнут I покорил Швецию своим мечом и убил короля Коля и короля Бурислева, имел много сражений в Швеции и победил в них всех». С другой стороны, он появляется в меньшем количестве средневековых источников, чем его брат, чьё имя встречается в нескольких королевских списках. Согласно аннотациям ученого XVII века Иоханнеса Мессениуса, Коль пал в бою, но Бурислев продолжил борьбу с Кнутом с переменным успехом. Однако, когда он неосторожно остался в особняке Бьельбу, он был атакован людьми Кнута и убит. Ещё более поздние предания говорят о том, что Коль, а затем Бурислев были убиты в битве на Блодокрарне (Кровавые поля) близ Бьельбу в 1169 году. Скорее всего, однако, борьба подошла к концу в 1172-73 годах, поскольку, по сообщениям, Кнут правил в течение 23 лет после его победы.
Предполагалось, что Кнут I женился на сестре его антагонистов Коля и Бурислева, имя которой было Сесилия, и с кем он был обручён около 1160 года. Эта гипотеза основана на записи о летописи, в которой упоминается принцесса Сесилия, мать Эрика Святого, как сестра Коля и Ульфа (Уббе). Эрик Святой, как утверждается, может быть перепутан с Эриком Х, сыном Кнута I. Однако эта гипотеза оспаривается.
Хотя несколько источников утверждают, что Бурислев на самом деле был королём Швеции в течение нескольких лет, Королевский суд Швеции не признает его как такового в своём официальном списке правителей.